# جورج ساوالاس
جورج ساوالاس (یونانی: Γεώργιος Δημοσθένης Σαβάλας؛ ۵ دسامبر ۱۹۲۴ – ۲ اکتبر ۱۹۸۵) یک هنرپیشه اهل ایالات متحده آمریکا بود.
از فیلم‌ها یا مجموعه‌های تلویزیونی که وی در آن‌ها نقش داشته است می‌توان به کوجک اشاره نمود.